# Голяма Въшкадалница
Голяма Въшкадалница е най-високият връх на Преславска планина, близо до град Шумен. Надморската му височина е 723 метра. 